# Готска линия
Готската линия (на немски: Gotenstellung) е германска отбранителна линия в Италия по време на Италианската кампания на Втората световна война.
Разположена главно по билото на Апенините, тя е изградена през лятото на 1944 година и включва над 2000 силно укрепени картечни гнезда, каземати, бункери, наблюдателни постове и артилерийски позиции, пресичащи целия Апенински полуостров от Пиза до Римини. С поредица от сражения при Джемано, Римини, Сан Марино, Монте Кастело и Гарфаняна към март 1945 година Съюзниците успяват да преодолеят Готската линия, но без да нанесат решително поражение на германците.